# 1174年
| 千纪： | 2千纪 |
| 世纪： | 11世纪 \| 12世纪 \| 13世纪 |
| 年代： | 1140年代 \| 1150年代 \| 1160年代 \| 1170年代 \| 1180年代 \| 1190年代 \| 1200年代                                                     |
| 年份： | 1169年 \| 1170年 \| 1171年 \| 1172年 \| 1173年 \| 1174年 \| 1175年 \| 1176年 \| 1177年 \| 1178年 \| 1179年                           |
| 纪年： | 甲午年（马年）；西夏祐五年；大理利贞三年；金大定十四年；西辽崇福十一年；南宋淳熙元年；越南政隆寳應十二年，天感至寶元年；日本承安四年 |

## 大事记
- 7月15日——鲍德温四世加冕為耶路撒冷國王。
- 薩拉丁正式繼位為蘇丹，遷都大馬士革。
- 宋孝宗賜交趾國名安南，封南平王李天祚為安南國王。
- 高麗西京留守趙位寵起兵，反抗當時操縱朝政的鄭仲夫、李義方等武人。

## 逝世
- 虞允文
- 7月11日——阿馬爾里克，耶路撒冷国王富尔克和女王梅利桑德的次子。鲍德温三世的弟弟。